# Sylvester Carmel Magro
Sylvester Carmel Magro OFM (Rabat, Malta, 14 de fevereiro de 1941 - Msida, 20 de janeiro de 2018) foi um ministro maltês e vigário apostólico de Benghazi.
Sylvester Carmel Magro entrou na ordem franciscana em 1957, estudou filosofia e teologia no seminário franciscano de Rabat e foi ordenado sacerdote em 26 de março de 1966. Prosseguiu seus estudos na Pontifícia Universidade Antonianum, no Colégio Religioso Franciscano de Roma e na Pontifícia Universidade Lateranense de Roma, onde se doutorou em dogmática e em teologia pastoral. Ele voltou para Malta e inicialmente lecionou no seminário franciscano. Em 1982 tornou-se pároco da Igreja do Sagrado Coração de Jesus em Sliema. Em 1988 ingressou na Missão Franciscana da Província de Milão na Líbia e em 1991 assumiu a direção da Província de Malta. Em 1991, tornou-se vigário geral sob o comando de Giovanni Innocenzo Martinelli e foi capelão das comunidades de língua maltesa e inglesa na Líbia.
Em 10 de março de 1997, o Papa João Paulo II o nomeou Bispo Titular de Saldae e o nomeou Vigário Apostólico de Benghazi. O Núncio Apostólico na Líbia, Dom José Sebastián Laboa Gallego, o consagrou em 11 de maio do mesmo ano; Co-consagrantes foram o Arcebispo de Malta, Joseph Mercieca, e o Vigário Apostólico de Trípoli, Giovanni Innocenzo Martinelli OFM.
O Papa Francisco aceitou sua aposentadoria em 14 de fevereiro de 2016.